# Rud Pedersen
Rud Pedersen er en dansk konsulentvirksomhed, der arbejder med politisk interessevaretagelse i form public affairs, kommunikation og strategisk rådgivning.
Rud Pedersen er en del af Rud Pedersen Group, der tæller en række virksomheder indenfor kommunikation.

## Historie
Virksomheden blev grundlagt i 2008 af Morten Rud Pedersen, der er tidligere særlig rådgiver for Mogens Lykketoft. Pr. december 2024 beskæftigede virksomheden 60 årsværk, hvilket gør den til den største i branchen i Danmark.
Rud Pedersen specialiserer sig i at rådgive kunder indenfor sektorer som sundhed og forsvar. Det er dog uklart præcist hvem, Rud Pedersen rådgiver, idet virksomheden ikke fremlægger sine kunder. Dog kom det i 2012 frem, at Rud Pedersen rådgav kampflyrproducenten Saab, mens Rud Pedersen selv oplyste i 2017, at selskabet bag Nord Stream var kunde.
Kunderne er undertiden også offentlige myndigheder; eksmepelvis var det Rud Pedersen, der for Bornholms Regionskommune udviklede konceptet bag Folkemødet efter inspiration fra Almedalsugen i Sverige. Rud Pedersen er foruden diverse debatter årligt vært for en fest på Folkemødet.

## Medarbejdere
En række politikere, særlige rådgivere, journalister og andre med en fortid i og omkring det politiske miljø herhjemme har gennem årene arbejdet for Rud Pedersen. Det gælder eksempelvis Jakob Engel-Schmidt, Fie Hækkerup, Christina Egelund, Jane Heitmann, Carsten Hansen, John Iversen, Morten Kabell Jens Stenbæk og Thomas Gyldal Petersen. Også tidligere forsvarschef Bjørn Bisserup og tidligere ambassadør Friis Arne Petersen har været ansat i Rud Pedersen.

## Kontroversielle sager
Rud Pedersen blev i 2019 sat i forbindelse med Falck-sagen, men afviste at have været involveret i den.
I 2022 kom det frem, at alliancen Ansvarlig Ungdom, der talte en række ungdomsorganisationer, herunder DSU, VU, KU, RU og SFU, var betalt af Bryggeriforeningen, der havde hyret Rud Pedersen til at hjælpe til med at påvirke Folketinget til ikke at hæve aldersgrænsen for køb af alkohol. Rud Pedersen fortalte imidlertid ikke, at man stod bag. Det førte til kritik af Rud Pedersen og var en overtrædelse af Dansk Erhverv og Dansk Industris fælles kodeks for god lobbyisme. Rud Pedersen beklagede.
I august 2022 fortalte Jyllands-Posten, at Rud Pedersen fortsat arbejdede for tobaksindustrien, selv om virksomheden tidligere på året havde fortalt kunder, at samarbejdet var stoppet. Det er blot Rud Pedersens kontor i Bruxelles, der har tobaskunderne, fremgik det af EU's lobbyregister.
Da patientforeningen Hudsagen i september 2022 arrangerede en konference, som skulle øge det politiske fokus på hudsygdomme, viste det sig efterfølgende, at det var medicinalindustrien, der finansierede arrangementet, mens Rud Pedersen arrangerede det. Det fremgik af nogle af invitationerne, at medicinalbranchen støttede, men ikke, hvilke virksomheder, der var tale om. Kodekset for god lobbyisme fordrer, at lobbyister er "åbne om, hvem de er, og hvem de repræsenterer", og sagen førte til kritik af Rud Pedersen fra flere forskere.
Den klimaaktivistiske gruppe Clean Creatives udgav i 2023 en liste med 294 reklame- og PR-bureauer, som i 2022 og 2023 samarbejdede med virksomheder, der ifølge Clean Creatives er skadelige for kloden. Rud Pedersen var med på listen.
Rud Pedersen vakte i 2024 opsigt ved at hjemsende og afskedige en partner i virksomheden, Sune Steffen Hansen, efter at han offentligt havde udtalt sig kritisk om Socialdemokratiet. En særlig rådgiver i Statsministeriet skulle forud for afskedigelsen have sendt en sms til Sune Steffen Hansen. Sagen blev undersøgt af Folketingets Ombudsmand, der konkluderede, at sms'en var "formløs" og dermed mørklagde sagen. Statsministeriet afviste, at man havde krævet partneren fyret.
Under Folkemødet 2024 solgte Rud Pedersen overnatning til Finansministeriet og Uddannelses- og Forskningsministeriet. Det førte til kritik fra magtforsker Christoph Ellersgaard og Transparency International, fordi Rud Pedersen løbende arbejder med at påvirke netop ministerierne.
I forbindelse med forhandlingerne om en CO2-afgift på dansk landbrug, kunne DR med baggrund i et lækket internt salgsnotat i 2024 fortælle, at folketingskandidat for Venstre Iben Krog befandt sig i en dobbeltrolle, idet hun som konsulent i Rud Pedersen har arbejdet for Bæredygtigt Landbrug, der er indædt modstander af afgiften, mens hendes parti, Venstre, er for. Christoph Ellersgaard kritiserede igen Rud Pedersen, mens både Rud Pedersen og Venstre afviste, at der var et problem.
Fødevareforbundet NNF, der blandt andet organiserer slagtere og bagere, opsagde i 2024 sit samarbejde med Rud Pedersen, da virksomheden ikke havde informeret om, at Danske Svineproducenter og Bæredygtigt Landbrug også er kunder. Rud Pedersen overtrådte dermed igen principperne om god lobbyisme, hvoraf det fremgår, at lobbyister "ikke må påtage sig opgaver for indbyrdes konkurrerende interesser eller konfliktende områder, uden at få accept fra begge parter om det".